# Liste des communes françaises des Hautes-Alpes ayant changé de nom au cours de la Révolution
Pour un article plus général, voir Liste des communes françaises ayant changé de nom au cours de la Révolution.
Cet article présente la liste des communes françaises des Hautes-Alpes ayant changé de nom au cours de la Révolution.

## Hautes-Alpes
Les noms des communes qui ont conservé leur nom révolutionnaire sont surlignés en bleu ciel.
| Commune                                                                                          | Nom révolutionnaire    | Notice Ehess-Cassini |
| ------------------------------------------------------------------------------------------------ | ---------------------- | -------------------- |
| Mont-Dauphin                                                                                     | Mont-Lyon              | no 23640             |
| Mont-Dauphin                                                                                     | Mont-Lion              | no 23640             |
| Mont-Dauphin                                                                                     | Mont-Lionceau          | no 23640             |
| Puy-Saint-André                                                                                  | Puy-Brutinel           |                      |
| Puy-Saint-Eusèbe                                                                                 | Grand-Puy              |                      |
| Puy-Saint-Pierre                                                                                 | Puy-sur-Roc            |                      |
| Saint-André-d'Embrun                                                                             | Mont-Aurel             |                      |
| Saint-André-de-Rosans                                                                            | André-sur-Eygue        |                      |
| Saint-Apollinaire                                                                                | Apollinaire            | no 30460             |
| Saint-Apollinaire                                                                                | Mont-Apollon           | no 30460             |
| Saint-Apollinaire                                                                                | Apollon                | no 30460             |
| Saint-Auban-d'Oze                                                                                | Auban-d'Oze            |                      |
| Saint-Bonnet-en-Champsaur                                                                        | Bonnet-Libre           |                      |
| Saint-Chaffrey                                                                                   | Chaffrey               |                      |
| Saint-Clément-sur-Durance                                                                        | Mille-Vent             |                      |
| Saint-Crépin                                                                                     | Ravins                 |                      |
| Saint-Cyrice (devenue Étoile-Saint-Cyrice)                                                       | Cérice-sur-Marne       |                      |
| Saint-Etienne-d'Avançon (devenue Saint-Étienne-le-Laus)                                          | Vallon                 |                      |
| Saint-Eusèbe-en-Champsaur (devenue Aubessagne à la suite de sa fusion avec deux autres communes) | Mont-Euzèbe            |                      |
| Saint-Firmin                                                                                     | Firmin-le-Fort         |                      |
| Saint-Genis (devenue Garde-Colombe à la suite de sa fusion avec deux autres communes)            | Mont-Platre            |                      |
| Saint-Jacques-en-Valgodemard                                                                     | Jacques-Républicain    |                      |
| Saint-Jean-Saint-Nicolas                                                                         | Montorcier             |                      |
| Saint-Julien-en-Beauchêne                                                                        | Durbon-sur-le-Buech    |                      |
| Saint-Julien-en-Champsaur                                                                        | Julien-la-Montagne     |                      |
| Saint-Laurent-du-Cros                                                                            | Laurent-du-Serre       |                      |
| Saint-Léger-les-Mélèzes                                                                          | Léger-les-Bois         |                      |
| Saint-Martin-de-Queyrières                                                                       | Rocheforte             |                      |
| Saint-Maurice-en-Valgodemard                                                                     | Val-Maurice            |                      |
| Saint-Michel-de-Chaillol                                                                         | Montourier-de-Challiol |                      |
| Saint-Pierre-Avez                                                                                | Montavès               | no 34099             |
| Saint-Pierre-d'Argençon                                                                          | Argençon               |                      |
| Saint-Sauveur                                                                                    | Montmeale              |                      |
| Saint-Véran                                                                                      | Blanche-Froide         |                      |
| Sainte-Colombe                                                                                   | Colombe-sur-Chabre     |                      |
| Sainte-Marie (devenue Valdoule à la suite de sa fusion avec deux autres communes)                | Valdoule               |                      |
| Vallouise                                                                                        | Val-Libre              |                      |